# Lucio Emilio Mamercino (magister equitum)
Lucio Emilio Mamercino (en latín, Lucius Aemilius L. f. L. n. Mamercinus), hijo del consular del mismo nombre Lucio Emilio Mamercino, fue interrex en el año 353 a. C. y magister equitum del dictador Cayo Julio Julo en 352 a. C.